# صباغ حمضي
الأصبغة الحمضية (بالإنجليزية: Acid Dyes)‏: وهي أصبغة تستخدم عموما لصباغة ألياف النسيج البروتينية مثل الصوف والحرير. ووصفت الأصبغة بأنها «حمضية» بسبب استخدام حمض أو مواد منتجة لمركبات حمضية في حوض الصباغة.

## سبب التسمية
يعود اسمها على الأغلب إلى وجود زمرة حمض الكبريت أو زمر حمضية أخرى في جزيء الصباغ. يستعمل الاسم للدلالة على تصنيف تطبيقي أكثر منه تصنيف كيميائي، فزمر الحموض موجودة في العديد من المرسخات اللونية والأصبغة المباشرة والأصبغة التفاعلية.

## تعريف
الأصبغة الحمضة هي أصبغة شاردية منحلة في الماء، تطبق على الألياف الآزوتية مثل الصوف والحرير والنايلون وألياف الأكرليك المعدل، وذلك في أحواض الصباغة الحمضية أو المعتدلة. يعود سبب ارتبطها بالألياف جزئياً إلى تشكل ملح بين الزمر الأنيونية في الصباغ والزمر الكاتيونية في الألياف. وليس للأصبغة الحمضية أي ألفة للألياف السيليلوزية.

## معرض صور